# اندیشه‌های دنگ شیائوپنگ
اندیشه‌های دنگ شیائوپنگ (به چینی: 邓小平理论 و انگلیسی: Deng Xiaoping Theory) یا دِنگیسم مجموعهٔ ایدئولوژی‌های سیاسی و اقتصادی است که توسط رهبر جمهوری خلق چین، دنگ شیائوپنگ طراحی و پیاده شده‌است. این ایدئولوژی را نباید ردیه‌ای بر مارکسیسم–لنینیسم و مائوئیسم دانست بلکه این ایده بدنبال تطبیق و به‌روزرسانی این ایدئولوژی‌ها با شرایط نوین چین بوده‌است.

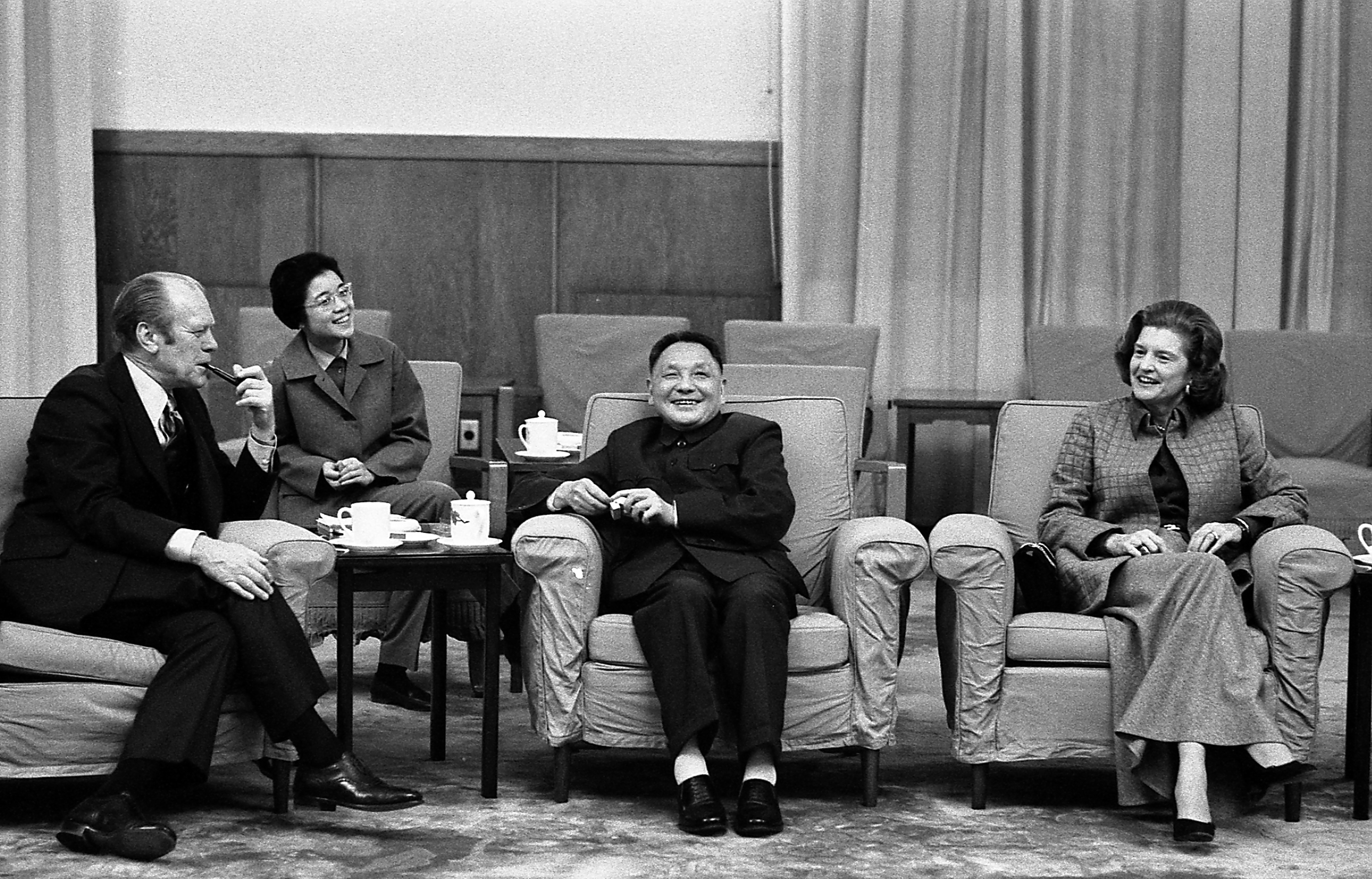
دیدار دنگ شیائوپنگ و رئیس جمهور آمریکا جرالد فورد در سال ۱۹۷۵

شیائوپنگ رهبری بود که پس از مائو با افکار پراگماتیستی خود به‌دنبال اصلاحات اقتصادی و اجتماعی و گشودن درهای چین به روی اقتصاد جهانی بود. شعار سیاسی پنگ یا «حقیقت را از میان واقعیت‌ها جستجو کنید»، یک شعار رئالیستی و پراگماتیستی بود.

## چکیده

### مدرن‌سازی و محافظه‌گرایی ایدئولوژیک
چین امروز تا حد زیادی رشد اقتصادی خود را مدیون باورهای اقتصادی تولیدمحور یا همان تئوری نیروهای مولد (تئوری نیروهای مولد یک تفکر مارکسیستی در قرن بیستم بود که برطبق آن رشد و توسعه اجتماعی و سیاسی یک کشور منوط به پیشرفت صنعت در نظر گرفته می‌شد) شیائوپنگ است. از نظر دنگ، وظیفهٔ رهبری چین دو چیز بود: (۱) ترویج مدرن‌سازی و توسعهٔ اقتصادی چین، (۲) حفظ وحدت ایدئولوژیکی حزب کمونیست چین و نظارت بر اصلاحات دشوار مورد نیاز مدرنیزاسیون.

مدرن‌سازی در چینِ دنگ در مفهوم «چهار نوسازی» تعمیم داده می‌شد. چهار نوسازی اهدافی بودند که توسط جئو ئن لای در سال ۱۹۶۳ برای بهبود چهار بخش کشاورزی، صنعت، دفاع ملی و علم و فناوری در چین مطرح شدند.

برای حفظ وحدت ایدئولوژیکی نیز دنگ شیائوپنگ «چهار اصل کاردینال» را تدوین کرد که حزب کمونیست باید از آن‌ها حمایت می‌کرد:
- حفظ و حراست از روح اساسی کمونیسم.
- حفظ و حراست از نظام سیاسی چین یا همان دیکتاتوری خلق چین.
- تبعیت از رهبری حزب.
- حراست از ایدئولوژی‌های مارکسیسم-لنینیسم و اندیشه‌های مائو تسه تونگ.[۶]

### کای فانگ
در سال ۱۹۹۲ یعنی چهارده سال پس از اینکه دنگ رهبری چین را برعهده گرفته بود، شیائوپنگ جمله‌ای به زبان آورد که نشانی از یک اصلاحات گسترده می‌داد. کای فانگ در زبان چینی به معنای «باز کنید» می‌باشد و این درحقیقت دستوری برای بازکردن درهای چین به روی اقتصاد جهانی بود.

## رابطه دنگیسم با مائوئیسم
عقاید شیائوپنگ ارتباط بسیار کمی با مائوئیسم دارد. شیائوپنگ معتقد بود که حمایت و پیروی از تفکر مائوتسه تونگ به معنای تقلید کورکورانه از اقدامات مائو بدون انحراف از آن، همان‌طور که در دولت هوآ گوئوفنگ دیده می‌شود، نیست و انجام این تقلید همانا «در تضاد با تفکر مائوتسه تونگ» است.

## میراث
عقاید دنگ شیائوپنگ از دههٔ ۱۹۸۰ به عنوان یک درس اجباری در دانشگاه‌های چین وارد شد. همچنین این اندیشه‌ها پس از برگزاری یازدهمین کنگره ملی حزب کمونیست چین در سال ۱۹۷۸، به عنوان راهنمای خط مشی اصلی حزب کمونیست چین درآمد و در سال ۱۹۹۷ به عنوان یک ایدئولوژی راهنما در قوانین اساسی حزب کمونیست گنجانده شد و درنهایت نیز آنرا به عنوان اصلی در قانون اساسی جمهوری خلق چین وارد کردند.